# Rhynchospora spectabilis
Rhynchospora spectabilis är en halvgräsart som beskrevs av Ferdinand von Hochstetter och Christian Ferdinand Friedrich von Krauss. Rhynchospora spectabilis ingår i släktet småag, och familjen halvgräs. IUCN kategoriserar arten globalt som livskraftig. Inga underarter finns listade i Catalogue of Life.